# Bahai-geschriften
De canonieke teksten van het bahai-geloof zijn de geschriften van de Báb, Bahá'u'lláh, 'Abdu'l-Bahá, Shoghi Effendi en het Universele Huis van Gerechtigheid, samen met de geautoriseerde toespraken van 'Abdu'l-Baha. Hiervan worden de geschriften van de Báb en Bahá'u'lláh als goddelijke openbaring beschouwd, de geschriften en toespraken van 'Abdu'l-Bahá en de geschriften van Shoghi Effendi als gezaghebbende interpretatie, en die van het Universele Huis van Gerechtigheid als gezaghebbende wetgeving en toelichting. In alle gevallen wordt een zekere mate van goddelijke leiding verondersteld.
Het bahai-geloof beroept zich uitgebreid op zijn geschriften. Geletterdheid wordt sterk aangemoedigd zodat de gelovigen de teksten zelf kunnen lezen. Daarnaast worden vragen betreffende de leerstellingen opgelost door terug te keren naar de primaire teksten.
Veel van de vroege werken van het bahai-geloof zijn in de vorm van brieven aan individuen of gemeenschappen. Deze worden tafelen genoemd en zijn in de loop van de tijd door bahai-aanhangers verzameld in verschillende compilaties. Tegenwoordig gebruikt het Universele Huis van Gerechtigheid nog steeds brieven als de belangrijkste manier van communicatie.

## Geschrift, inspiratie en interpretatie
Bahai-aanhangers geloven dat de stichters van de godsdienst, de Báb en Bahá'u'lláh, directe openbaring van God ontvingen. Als zodanig worden hun werken beschouwd als goddelijk geïnspireerd. Deze werken worden beschouwd als "geopenbaarde tekst" of openbaring.
'Abdu'l-Bahá werd door Bahá'u'lláh benoemd als zijn opvolger en door hem gemachtigd de "geopenbaarde teksten" te interpreteren. De werken van 'Abdu'l-Bahá zijn derhalve gezaghebbende richtlijnen en interpretatie en worden ook als onderdeel van de bahai-geschriften beschouwd. Hij, samen met de Báb en Bahá'u'lláh, wordt beschouwd als een van de "centrale figuren" van de religie.
Ook Shoghi Effendi's interpretaties en richtlijnen worden als gezaghebbend beschouwd, maar worden niet beschouwd als heilige geschriften of als uitbreiding van de "geopenbaarde teksten".
In de bahai-zienswijze is het Universele Huis van Gerechtigheid niet in de positie om werken van de oprichters te interpreteren, noch die van 'Abdu'l-Bahá of Shoghi Effendi. Het is echter belast met zaken die niet behandeld worden in deze werken. Als zodanig worden de richtlijnen van het Universele Huis van Gerechtigheid als gezaghebbend beschouwd, zolang ze in werking zijn (het Universele Huis van Gerechtigheid kan zijn eigen eerdere beslissingen indien nodig wijzigen of intrekken).
De werken van de centrale figuren, Shoghi Effendi en het Universele Huis van Gerechtigheid tezamen zijn de canonieke teksten van het bahai-geloof.
Een bijzondere categorie van werken bestaat uit de gebeden van de centrale figuren. Deze werden vaak opgenomen in oorspronkelijke brieven en zijn verzameld in diverse gebedenboeken. Aangezien bahá'ís geacht worden dagelijks te bidden, te mediteren en de heilige geschriften te bestuderen, worden deze boeken wijdverspreid gebruikt binnen de bahá'í-gemeenschap.

## Taal
De meeste bahai-geschriften, met inbegrip van alle geschriften van Bahá'u'lláh, zijn oorspronkelijk geschreven in het Perzisch of Arabisch. Vertalingen maken gebruik van de karakteristieke bahai-spelling ontwikkeld door Shoghi Effendi. Zijn werk was niet alleen dat van een vertaler, want hij was ook de aangewezen uitleggen van de geschriften. Zijn vertalingen in het Engels worden gebruikt als standaard voor de huidige vertalingen van de bahai-geschriften.

## Omvang

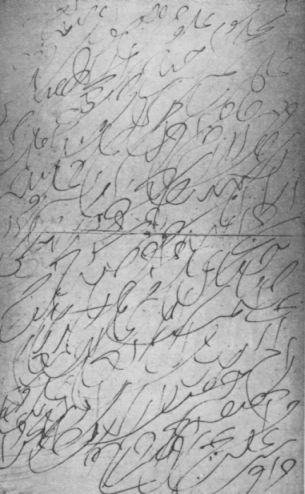
‘Openbaringschrift’: de eerste versie van een tafel van Bahá'u'lláh.

Van Bahá'u'lláh zijn meer dan 7000 tafelen en andere werken verzameld van de naar schatting 15.000 teksten. Het totale volume hiervan zou meer dan 70 keer de grootte van de Koran en meer dan 15 keer de grootte van het Oude en Nieuwe Testament van de Bijbel zijn. Tot nu toe is slechts een relatief klein deel daarvan vertaald.
Een aantal grote werken van Bahá'u'lláh, waaronder de Kitáb-i-Íqán, werden in een zeer korte tijd, zoals in een nacht, of een paar dagen geopenbaard. Bahá'u'lláh schreef de woorden van de openbaring af en toe zelf, maar normaal gesproken werd gedicteerd aan zijn amanuensis, die het soms noteerde in wat wel ‘openbaringschrift’ wordt genoemd, een verkort schrift geschreven met extreme snelheid als gevolg van de snelheid van de stroom van woorden. Daarna werden de teksten door Bahá'u'lláh herzien en goedgekeurd.

## Authenticiteit en autoriteit
De kwestie van de authenticiteit van teksten is van groot belang voor bahai-gelovigen. Zoals gezegd hechten zij veel belang aan de geschriften van hen die zij beschouwen als gezaghebbende figuren. De primaire taak van de Onderzoeksafdeling van het Universele Huis van Gerechtigheid en de Internationale Bahai-bibliotheek is het verzamelen, catalogiseren, de authenticatie en vertaling van deze teksten.
Bij wijze van vergelijking worden door pelgrims genoteerde verslagen van uitspraken toegeschreven aan de centrale figuren (pilgrim notes) als inspirerend beschouwd, maar niet als gezaghebbend. Enkele van 'Abdu'l-Bahá's verzamelde toespraken (bijvoorbeeld 'Abdu'l-Bahá in Londen, Toespraken in Parijs, en The Promulgation of Universal Peace) kunnen in deze categorie vallen, maar dit is in afwachting op verdere authenticatie. Het tijdschrift Star of the West, gepubliceerd in de Verenigde Staten in de periode 1910-1924, bevat vele verslagen van pelgrims en niet-geverifieerde brieven van 'Abdu'l-Bahá.